# Mareil-sur-Loir
Mareil-sur-Loir és un municipi francès situat al departament del Sarthe i a la regió de País del Loira. L'any 2007 tenia 585 habitants.

## Demografia

### Població
El 2007 la població de fet de Mareil-sur-Loir era de 585 persones. Hi havia 223 famílies de les quals 51 eren unipersonals (13 homes vivint sols i 38 dones vivint soles), 80 parelles sense fills, 84 parelles amb fills i 8 famílies monoparentals amb fills.
La població ha evolucionat segons el següent gràfic:
Habitants censats

### Habitatges
El 2007 hi havia 296 habitatges, 232 eren l'habitatge principal de la família, 39 eren segones residències i 24 estaven desocupats. 290 eren cases i 4 eren apartaments. Dels 232 habitatges principals, 173 estaven ocupats pels seus propietaris, 56 estaven llogats i ocupats pels llogaters i 3 estaven cedits a títol gratuït; 11 tenien dues cambres, 45 en tenien tres, 59 en tenien quatre i 117 en tenien cinc o més. 162 habitatges disposaven pel capbaix d'una plaça de pàrquing. A 90 habitatges hi havia un automòbil i a 125 n'hi havia dos o més.

### Piràmide de població
La piràmide de població per edats i sexe el 2009 era:
| Homes | Edats   | Dones |
| ----- | ------- | ----- |
| 4     | 95 o +  | 0     |
| 4     | 90 a 94 | 0     |
| 12    | 85 a 89 | 4     |
| 0     | 80 a 84 | 8     |
| 12    | 75 a 79 | 16    |
| 4     | 70 a 74 | 4     |
| 20    | 65 a 69 | 12    |
| 4     | 60 a 64 | 16    |
| 0     | 55 a 59 | 12    |
| 20    | 50 a 54 | 8     |
| 16    | 45 a 49 | 8     |
| 12    | 40 a 44 | 16    |
| 28    | 35 a 39 | 20    |
| 12    | 30 a 34 | 20    |
| 28    | 25 a 29 | 20    |
| 8     | 20 a 24 | 8     |
| 8     | 15 a 19 | 16    |
| 12    | 10 a 14 | 12    |
| 20    | 5 a 9   | 16    |
| 16    | 0 a 4   | 24    |

## Economia
El 2007 la població en edat de treballar era de 365 persones, 289 eren actives i 76 eren inactives. De les 289 persones actives 255 estaven ocupades (146 homes i 109 dones) i 35 estaven aturades (14 homes i 21 dones). De les 76 persones inactives 31 estaven jubilades, 16 estaven estudiant i 29 estaven classificades com a «altres inactius».

### Ingressos
El 2009 a Mareil-sur-Loir hi havia 246 unitats fiscals que integraven 626 persones, la mediana anual d'ingressos fiscals per persona era de 17.025 €.

### Activitats econòmiques
Dels 10 establiments que hi havia el 2007, 2 eren d'empreses de fabricació d'altres productes industrials, 1 d'una empresa de construcció, 1 d'una empresa de transport, 3 d'empreses d'hostatgeria i restauració, 1 d'una empresa de serveis i 2 d'empreses classificades com a «altres activitats de serveis».
Dels 2 establiments de servei als particulars que hi havia el 2009, 1 era una fusteria i 1 perruqueria.
L'any 2000 a Mareil-sur-Loir hi havia 19 explotacions agrícoles que ocupaven un total de 781 hectàrees.

## Equipaments sanitaris i escolars
El 2009 hi havia una escola elemental.

## Poblacions més properes
El següent diagrama mostra les poblacions més properes.